# Alberto Williams
Alberto Williams (Buenos Aires, 23 de novembre de 1862 — 17 de juny de 1952) va ser un compositor, pianista, docent i director d'orquestra. És considerat una de les figures més importants de la música argentina, destacant-se sobretot el seu treball musicològic, del que en foren seguidors entre altres compositors Segundo Gennero, Marisa Regules i els germans Carlos López Buchardo i Próspero López Buchardo, i la fundació d'un Conservatori de música, on tingué alumnes avantatjats com Virgilio Panisse o José Torre Bertucci. Les seves peces musicals resten molt influenciades pel folklore argentí.

## Biografia
Als vuit anys començà tocar el piano i a compondre per intuïció, fent després els estudis professionals amb professors particulars. El 1882, pensionat pel Govern, es traslladà a París, i en el Conservatori d'aquesta capital tingué per mestres a B. Godard, E. Guiraud i C. Franck. De retorn a la seva pàtria el 1889, donà diversos concerts de piano, fundà i dirigí els concerts simfònics de l'Ateneu i el Conservatori de Música de Buenos Aires, dels quals el 1930 encara n'era director. El 1900 interpretà a Berlín un concert amb nomes obres seves, acompanyat de l'Orquestra Filharmònica i la soprano Tilly Koenen.
Durant uns anys fou president de la Comissió nacional de Belles Arts i director de la Secció de música de la mateixa. Les seves, obres molt nombroses, presenten tres estils distints. Les que va compondre durant la seva estada a París, i fins al 1892 rebel·len la influència clàssica francesa i alemanya. Després d'aquella data, en ocasió d'una visita que va fer a la companyia del sud de la província de Buenos Aires, va escoltar unes cançons gautxes i va concebre la idea de crear una música genuïnament argentina, inspirant-se en els cants i danses populars de la seva terra, iniciant així aquest període amb l'obra per a piano El rancho abandonado.
El tercer període l'inicià el 1910 amb la balada La bruja de las montañas (1910), en la que introduí el leitmotif, a la vegada que intensificava la tendència nacionalista i enriquint la composició amb l'exemple cada vegada més pronunciat de la tècnica moderna, a base d'harmonies juxtaposades, escales tonals i escales pentafones d'origen incaic, el que li permetia efectes molt interessants. Algunes de les seves composicions són conegudes a Espanya per haver estat incloses en els programes dels festivals simfònics iberoamericans celebrats amb motiu de l'Exposició Internacional de Barcelona de 1929.
De la seva copiosa producció, cal mencionar:
- les seves obres simfòniques que comprenent tres simfonies;
- dues obertures de concert;
- cinc suites;
- els pomes simfònics Aires de las Pampas i el Poema de la campanas;
- la Marxa de l Centenari a la memòria de B. Mitre;
- 10 cors a capella per a veus d'home;
- 10 cançons incaiques;
- 20 cançons de les muntanyes;
- 4 cants patriòtics;
- 20 cants escolars, per a una veu, amb acompanyament de piano;
- nombroses obres per a piano, més de 200, entre les que mereixen especial menció la col·lecció titulada Aires de la Pampa; En la sierra;
- 50 miniatures;
- Poema antàrtico, etc...
- Trio per a piano, violí i violoncel;
- Sonata per a flauta, violí i piano;
- Sonata per a violoncel i piano.

També és autor de nombroses obres didàctiques i de molts escrits de critica i estètica musical, i es va distingir coma poeta, sent seus els versos que serveixen de text a les seves cançons, que es van publicar a part amb el títol de Versos lirícos (4 edicions) a les primeres dècades del segle xx.
Va promocionar i protegir al malaguanyat músic porteny Rodolfo Zanni (1901-1927).